# Scott Derrickson
Scott Derrickson (ur. 16 lipca 1966 w Denver) – amerykański reżyser, scenarzysta i producent filmowy.

## Biografia
Studiował na Uniwersytecie Biola oraz w USC School of Cinematic Arts. Jest reżyserem kilku filmów: Love in the Ruins, Dzień, w którym zatrzymała się Ziemia, Hellraiser V: Wrota piekieł, Zbaw nas ode złego, Sinister, Doktor Strange. Na podstawie książki Felicitas D. Goodman Egzorcyzmy Anneliese Michel wyreżyserował film Egzorcyzmy Emily Rose.

## Filmografia

### Filmy pełnometrażowe
- 1995: Love in the Ruins[1][2]
- 2000: Hellraiser V: Wrota piekieł (Hellraiser: Inferno)[1][2]
- 2005: Egzorcyzmy Emily Rose (The Exorcism of Emily Rose)[1][2]
- 2008: Dzień, w którym zatrzymała się Ziemia (The Day the Earth Stood Still)[1][2]
- 2012: Sinister[1][2]
- 2014: Zbaw nas ode złego (Deliver Us from Evil)[1][2]
- 2016: Doktor Strange (Doctor Strange)[1][2]
- 2021: Czarny telefon (The Black Phone)
- 2025: Wąwóz (The Gorge)
- 2025: Czarny telefon 2 (The Black Phone 2)

### Filmy krótkometrażowe
- 1995: Love in the Ruins
- 2021: Shadowprowler
- 2023: V/H/S/85 (segment "Dreamkill")

## Nagrody i nominacje
- 2007: MovieGuide Awards w kategorii Najlepszy film dla dorosłych Dzień, w którym zatrzymała się Ziemia wygrana[5]
- 2012: Nominacja do nagrody Marii na Katalońskim Międzynarodowym Festiwalu Filmowym w Sitges w kategorii Najlepszy Film dla filmu Sinister'[5]
- 2015: Nominacja do nagrody iHorror Awards w kategorii Najlepszy horror za film Zbaw nas ode złego (2014)[5]
- 2017: Nominacja do nagrody Saturna w kategorii Najlepsza reżyseria za film Doktor Strange (2016)[5][6]